# Lophorhothon atopus
Lophorhothon atopus es la única especie conocida del género extinto  Lophorhothon  (gr. “Nariz crestada”) de dinosaurio ornitópodo hadrosáurido que vivió a finales del período Cretácico en el Campaniense, en lo que es hoy Norteamérica. La longitud en el espécimen se ha estimado alrededor de los 4,5 metros.
Los restos de este dinosaurio pequeño, pobremente conocido fue descubierto durante los años 1940, en un afloramiento erosional extenso, miembro sin nombre más bajo de la Formación Mooreville Chalk, parte del Grupo Selma, en la porción más baja del Campaniano en el condado de Dallas, al oeste de la ciudad de Selma. También se lo ha nombrado perteneciente a la Formación Black Creek, en Carolina del Norte. El holotipo, que se guarda en las colección del Museo Field de Historia Natural de Chicago, consiste en un fragmentario y desarticulado cráneo y el esqueleto postcranial incompleto.
Por cuarenta y seis años desde la que la publicación de la descripción de Langston de Lophorhothon atopus un número de trabajos ha preguntado la validez de este género. Se ha sugerido, por ejemplo, que el material puede representar realmente un juvenil Prosaurolophus. Lamb  en 1998 ha sugerido que el género puede representar realmente un iguanodóntido basal, una idea que tenga no fue extensamente aceptada. Trabajadores más recientes, Horner, Weishampel, y Forster, 2004, han clasificado a Lophorhothon como hadrosaurino básico y una taxón hermano al resto de los hadrosaurinos como Tenontosaurus. Un análisis publicado en 2010 indicó que era un miembro basal de la Hadrosauroidea.
El espécimen sobre el cual Wann Langston, Jr. basó su descripción y designó como el holotipo fue descubierto por Rainier Zangerl, Bill Turnbull y Charles Barber en una expedición del Field Museum en 1946 y recibió el número de catálogo FMNH P 27383, consiste en menos de una mitad del cráneo, algunas vértebras, y las porciones significativas los miembros delanteros y traseros. El material craneal preservado incluye un proceso yugal, lacrimal, nasal (con la cresta que le da nombre), postorbital, frontal, prefrontal, parietal, escamoso, y la apófisis parocciptal izquierdo parcial del cuadrado, maxilar, dientes, y una porción del hueso predentario. El espécimen fue llevado probablemente al mar por un río, adonde se hundió y fue enterrado eventual en carbonato de los sedimentos de la cuenca del Río Misisipi. El género fue nombrado por Wann Langston en 1960. Se pensaba que era la única especie de hadrosáurido de esa formación fósil, hasta 2016 con el descubrimiento del primitivo hadrosáurido, Eotrachodon orientalis. El nombre Lophorhothon significa "nariz con cresta", lophos del griego que significa "crestado" y rhothon que significa "nariz". La especie tipo es Lophorhothon atopus. El nombre específico se deriva del griego atopos, "poco común" o "extraño".